# Rotation de Mercure

La révolution et la rotation de Mercure sont couplées : à chaque révolution, la planète effectue une rotation et demie. Ainsi, après deux révolutions complètes, le même hémisphère est éclairé à nouveau.

La rotation de Mercure est un sujet d'étude important en planétologie. Bien que, à la fin du XIXe siècle, Giovanni Schiaparelli eût estimé que Mercure est en rotation synchrone et que ce résultat eût par la suite été soutenu par d'autres astronomes, les observations effectuées à partir du milieu des années 1960 ont permis de déterminer que la planète est en résonance spin-orbite 3:2, c'est-à-dire que sa période de rotation sidérale (58,65 jours) est deux tiers de sa période de révolution (87,97 jours). De ce fait, Mercure ne montre pas toujours la même face au Soleil, mais sa période de rotation solaire dure deux pleines révolutions (175,94 jours).

## Chronologie de la détermination de la période de rotation

### Début duXIXesiècle: premières estimations
Les observations optiques de Mercure ont eu lieu depuis le début du XIXe siècle. Les premières observations intensives par Johann Hieronymus Schröter furent analysées par Friedrich Wilhelm Bessel en 1813, qui annonça en avoir déduit une période de rotation proche de 24 heures.

### 1889-1965: Mercure supposée en rotation synchrone
En 1889, Giovanni Schiaparelli estima, à partir de ses observations, que Mercure a une rotation lente et est très probablement en rotation synchrone, avec une période de 88 jours.
Eugène Antoniadi en 1934, Audouin Dollfus en 1953 et d'autres ont également estimé une période de rotation de 88 jours à partir de leurs observations.
En 1963, les premières observations radar de la planète, réalisées par Roland Carpenter et Richard Goldstein (en), semblaient compatibles avec cette période de 88 jours.
Par conséquent, les cartes de Mercure étaient réalisées à partir de l'idée que c'était sa face supposée toujours illuminée qui était cartographiée. Les coordonnées à la surface de Mercure utilisaient alors comme référence 0 de longitude le méridien passant au centre de cette face.

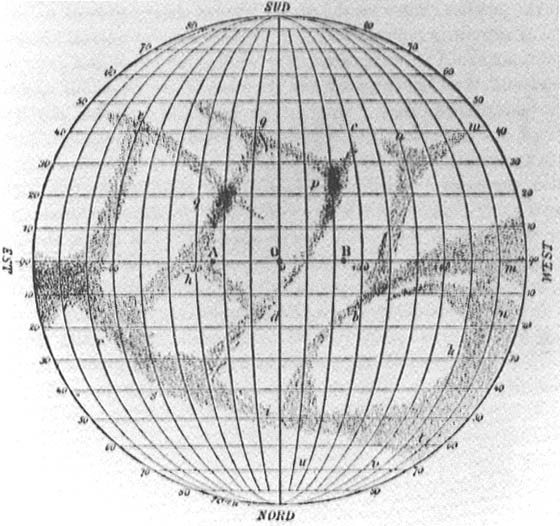
Carte de Giovanni Schiaparelli (avant 1911).
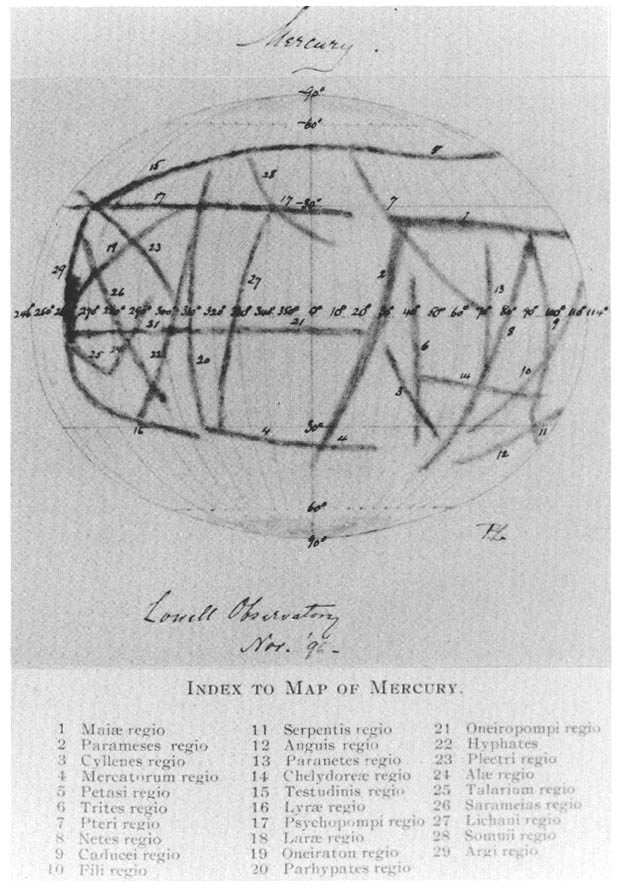
Carte de Percival Lowell (1896).
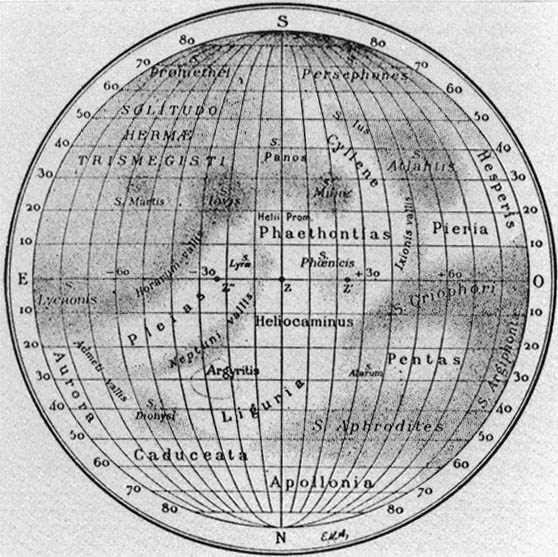
Carte d'Eugène Antoniadi (1934).

### 1965: les observations radars à la rescousse

#### Pettengill et Dyce, 1965: premières mesures fiables de la rotation, grâce aux observations radar
À partir du 6 avril 1965, Gordon Pettengill et Rolf Dyce, de l'université Cornell, observent Mercure avec le radiotélescope d'Arecibo. Ils obtiennent alors une période de rotation de 59 ± 5 jours.
Cette mesure contredit la prédiction faite par Schiaparelli et montre que Mercure n'est pas en rotation synchrone autour du Soleil mais possiblement en résonance spin-orbite 3:2.

#### Govern, Gross et Rasool, 1965: affinement de la valeur grâce aux observations visibles
En 1965, W. E. McGovern, S. H. Gross et S. I. Rasool publient un article montrant que les observations visuelles sont non seulement compatibles avec les observations radars, mais permettent en outre de déterminer une valeur plus précise de la rotation de Mercure. Ils obtiennent ainsi une période de rotation de 58,4 ± 0,4 jours.

#### Dyce, Pettengill et Shapiro, 1967
À partir d'observations radars faites en avril et août 1965, B. R. Dyce, G. H. Pettengill et Irwin I. Shapiro annoncent en 1967 une valeur de 59 ± 3 jours.

### 1970: redéfinition des coordonnées sur Mercure
Étant donné que les nouvelles mesures ont montré que Mercure est vraisemblablement en résonance spin-orbite 3:2, l'Union astronomique internationale redéfinit, en 1970, le méridien 0° de Mercure comme étant le méridien solaire au premier périhélie après le 1er janvier 1950. Ce méridien origine, de même que son opposé à 180 degrés, correspondent aux deux pôles chauds de Mercure, c'est-à-dire aux deux méridiens qui se retrouvent, alternativement, face au Soleil lors des périhélies de Mercure.

### Affinement ultérieurs

#### Goldstein, 1971
En 1971, Goldstein affina la détermination de la période de rotation de Mercure à 58,65 ± 0,25 jours en utilisant des observations radar.

#### Murray, Dollfus et Smith, 1972
J. B. Murray, Audouin Dollfus et B. Smith ont déterminé, en 1972, que l'axe de rotation de Mercure est perpendiculaire au plan de son orbite à mieux que 3 degrés et que sa période de rotation est 58,644 ± 0,009 jours, « pas significativement différente des deux tiers de la période de révolution ».

#### Mariner 10, 1974-1975

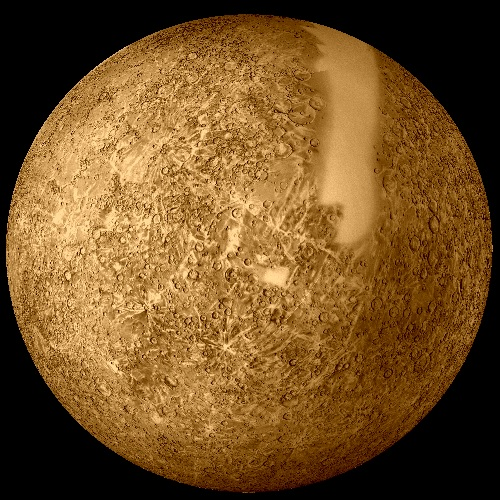
Mercure vue par Mariner 10. La bande uniforme correspond à la zone sans données recueillies.

L'exploration de la planète par la sonde Mariner 10 en 1974-1975 permit de déterminer que la période de rotation de Mercure vaut 58,646 ± 0,005 jours.